# Пинцберг
Пинцберг (њем. Pinzberg) општина је у њемачкој савезној држави Баварска. Једно је од 29 општинских средишта округа Форххајм. Према процјени из 2010. у општини је живјело 1.905 становника. Посједује регионалну шифру (AGS) 9474158.

## Географски и демографски подаци
Пинцберг се налази у савезној држави Баварска у округу Форххајм. Општина се налази на надморској висини од 336 метара. Површина општине износи 13,3 km². У самом мјесту је, према процјени из 2010. године, живјело 1.905 становника. Просјечна густина становништва износи 143 становника/km².